# Кухтін В'ячеслав Олександрович
В'ячесла́в Олекса́ндрович Ку́хтін — старший солдат Збройних сил України.
2013 року на змаганнях здобув звання кращого розвідника, представляв 1-шу танкову бригаду. 
У часі війни брав участь у боях за АД, евакуював вбитих й поранених з Михайлом Кучеренком-«Поліглотом».

## Нагороди
За особисту мужність, сумлінне та бездоганне служіння Українському народові, зразкове виконання військового обов'язку відзначений — нагороджений
- орденом «За мужність» III ступеня (3.11.2015).